# Winrich Kolbe
Winrich Ernst Rudolf „Rick“ Kolbe (* 9. August 1940 in Amsterdam; † Ende September 2012 in den USA) war ein US-amerikanischer Regisseur und Produzent deutscher Herkunft.

## Leben
Winrich „Rick“ Kolbe wurde in Amsterdam geboren und nahm 1968 die US-amerikanische Staatsbürgerschaft an. Seine Karriere als Produzent und Regisseur begann er in den 1970er Jahren bei Universal Pictures.
Kolbe wurde vor allem für seine Arbeit an verschiedenen Star-Trek-Serien bekannt. Daneben führte er auch bei anderen bekannten Fernsehserien Regie, wie zum Beispiel Magnum, Knight Rider, In der Hitze der Nacht, JAG – Im Auftrag der Ehre oder 24. Im Jahr 2002 wurde er als Regisseur für die deutsche Filmproduktion Ice Planet engagiert. Eine der Hauptrollen spielte hier Reiner Schöne, mit dem Kolbe bereits bei einer Folge von Raumschiff Enterprise: Das nächste Jahrhundert zusammengearbeitet hatte.
Sein Engagement am Savannah College of Art and Design in Georgia, wo Kolbe seit Oktober 2005 unterrichtete, beendete er 2007 aus gesundheitlichen Gründen. Sein Grab befindet sich auf dem Friedhof Forest Lawn Memorial Park in Los Angeles.

## Filmografie (Auswahl)

### Regisseur
- 1974–1978: Der Sechs-Millionen-Dollar-Mann (The Six Million Dollar Man, Fernsehserie, verschiedene Episoden)
- 1978: Kampfstern Galactica (Battlestar Galactica, Fernsehserie, Episode 21: Baltar’s Escape)[6]
- 1974–1980: Detektiv Rockford – Anruf genügt (The Rockford Files, Fernsehserie, verschiedene Episoden)
- 1981: Magnum (Magnum, p.i., Fernsehserie, fünf Folgen)
- 1982: Ein Colt für alle Fälle (The Fall Guy, Fernsehserie, eine Folge)
- 1982: CHiPs (Fernsehserie, zwei Folgen)
- 1982: Die Zeitreise (Voyage From the Unknown), mit James D. Parriott
- 1983–1985: Agentin mit Herz (Scarecrow and Mrs. King, Fernsehserie, sechs Folgen)
- 1983–1986: Knight Rider (Fernsehserie, elf Folgen)
- 1984–1985: T.J. Hooker (Fernsehserie, drei Folgen)
- 1987: Spenser (Spenser: For Hire, Fernsehserie, 13 Folgen)
- 1988–1995: In der Hitze der Nacht (In the Heat of the Night, Fernsehserie, 13 Folgen)
- 1988–1994: Raumschiff Enterprise: Das nächste Jahrhundert (Star Trek: The Next Generation, Fernsehserie, 16 Folgen)
- 1993–1999: Star Trek: Deep Space Nine (Fernsehserie, 13 Folgen)
- 1995–1996: Superman – Die Abenteuer von Lois & Clark (Lois & Clark: The New Adventures of Superman, Fernsehserie, zwei Folgen)
- 1996–1999: Millennium – Fürchte deinen Nächsten wie Dich selbst (Millennium, Fernsehserie, vier Episoden)
- 1995–2000: Star Trek: Raumschiff Voyager (Star Trek: Voyager, Fernsehserie, 19 Folgen)
- 1998: JAG – Im Auftrag der Ehre (JAG, Fernsehserie, eine Folge)
- 1998: Die Schattenkrieger (Soldier of Fortune, Inc., Fernsehserie, eine Folge)
- 1999: Das Darwin-Projekt (The Darwin Conspiracy, Fernsehfilm)
- 2000: Angel – Jäger der Finsternis (Angel, Fernsehserie, eine Folge)
- 2001: 24 (Fernsehserie, zwei Folgen)
- 2002: Star Trek: Enterprise (Fernsehserie, eine Folge)
- 2002: Fastlane (Fernsehserie, eine Folge)
- 2003: Threat Matrix – Alarmstufe Rot (Threat Matrix, Fernsehserie, eine Folge)

### Produzent
- 1974–1976: Ein Sheriff in New York (McCloud, Fernsehserie, 15 Folgen)
- 1976–1977: Quincy (Quincy, M. E., Fernsehserie, sechs Folgen)
- 1978: Kampfstern Galactica (Battlestar Galactica, Fernsehserie, eine Folge)